# 羅伯特·特舍
羅伯特·特舍（德語：Robert Tesche；1987年5月27日—）是一名德國職業足球運動員，司職中場。現在效力于德国足球丙级联赛球隊奥斯纳布吕克 。

## 球會生涯

### 德國
1993年，特舍在Viktoria Mennighüffen足球會接受足球訓練。2001/02賽季，他加盟比勒費爾德青年隊，並在2006/07年提升至二隊作賽。在對多特蒙德的比賽，他意外地出現在先發陣容。這是他的職業賽首秀，在67分鐘被換下。2007年5月，他與球會簽下三年新約。2009年7月，由於球隊降級至德乙，特舍亦轉會至汉堡，使他繼續在德甲比賽。
特舍與漢堡簽下為期三年的合約，轉會費約100萬歐元。在對沃尔夫斯堡的比賽，他首次代表漢堡上場，在90分鐘入替艾查路·伊利亞。2011年夏天，他的合約獲會方延長兩年。
2012/13賽季半上季，特舍只在聯賽上陣85分鐘，於是在冬季被外借到福尔图娜杜塞尔多夫至季末.。
特切於2017年8月31日租借至德國足球乙級聯賽球隊波琴到賽季結束。
伯明翰在賽季結束時經雙方同意終止了特切的合約，允許他與波琴簽訂為期兩年的合約，自2018年7月1日起生效。

### 英格蘭
2014年8月14日，特舍自由身加盟英冠球會诺丁汉森林，簽約一年。他代表森林的首場比賽是8月26日以2-0擊敗哈德斯菲尔德的聯賽盃比賽，他在該役踢滿全場。聯賽首戰則是四天後對谢周三的比賽，在2-2戰平伊普斯维奇比賽中打進在英格蘭的首顆進球。道奇·弗里德曼取代斯图尔特·皮尔斯成為新任森林主教練後，特舍失去了其原本位置，於是在2015年3月2日外借到伯明翰至季末。
在伯明翰主場對黑池的賽事，他代替停賽的斯蒂芬·格利森上場並交出一助交，使安德鲁·希恩尼尔打進致勝頭球。主場以2-1擊敗罗瑟勒姆足球俱乐部的比賽，他打進在伯明翰首顆進球。特舍在外借期間獲得穩定的上場時間，並在閉幕戰對博尔顿打進在球會的第二顆進球。
回到诺丁汉森林後，特舍在季前集訓表現打動了教練弗里德曼，使他在2015/16揭幕戰以先發身份上場，但在比賽中受傷使他避戰至12月。康復後的特舍獲得穩定的上場時間，並希望獲得球會提供的新合約，可惜事與願違，季後他約滿離隊加盟伯明翰。
2016年夏天，特舍與伯明翰簽約加盟，為期三年。

## 榮譽

### 球會
波鴻
- 德國足球乙級聯賽冠軍：2020–21賽季[17]

## 外部連結
- Robert Tesche （页面存档备份，存于） at kicker.de （德文）
- fussballdaten.de：Robert Tesche之統計數據 （德文）
- 羅伯特·特舍 playing stats at ESPNsoccernet
- Soccerway資料庫：羅伯特·特舍